# Mazovia (traghetto)
Il Mazovia è un traghetto appartenente alla compagnia di navigazione polacca Polferries.

## Servizio
Varato il 28 settembre 1992 nel cantiere navale Pt Dok Kodja Bahri di Giacarta con il nome di Gotland e consegnato il 19 aprile 1996 alla Rederi AB Gotland, giunge per la prima volta a Dunkerque il 20 maggio successivo.
A giugno 1996 viene trasferito, dapprima a Gotland e, successivamente, a Visby e Kappelshamn, dove viene disarmato.
Da febbraio al 16 marzo 1997 viene noleggiato alla Tor Line ed impiegato nei collegamenti tra Göteborg e Gand.
Nell'aprile del 1997 viene noleggiato alla Nordic Trucker Line ed impiegato dall'11 aprile nei collegamenti tra Oxelösund e San Pietroburgo.
Il 9 giugno 1997 viene noleggiato alla SeaWind ed impiegato nei collegamenti tra Stoccolma e Turku.
Il 17 dicembre 1997 viene venduto alla Finnlines.

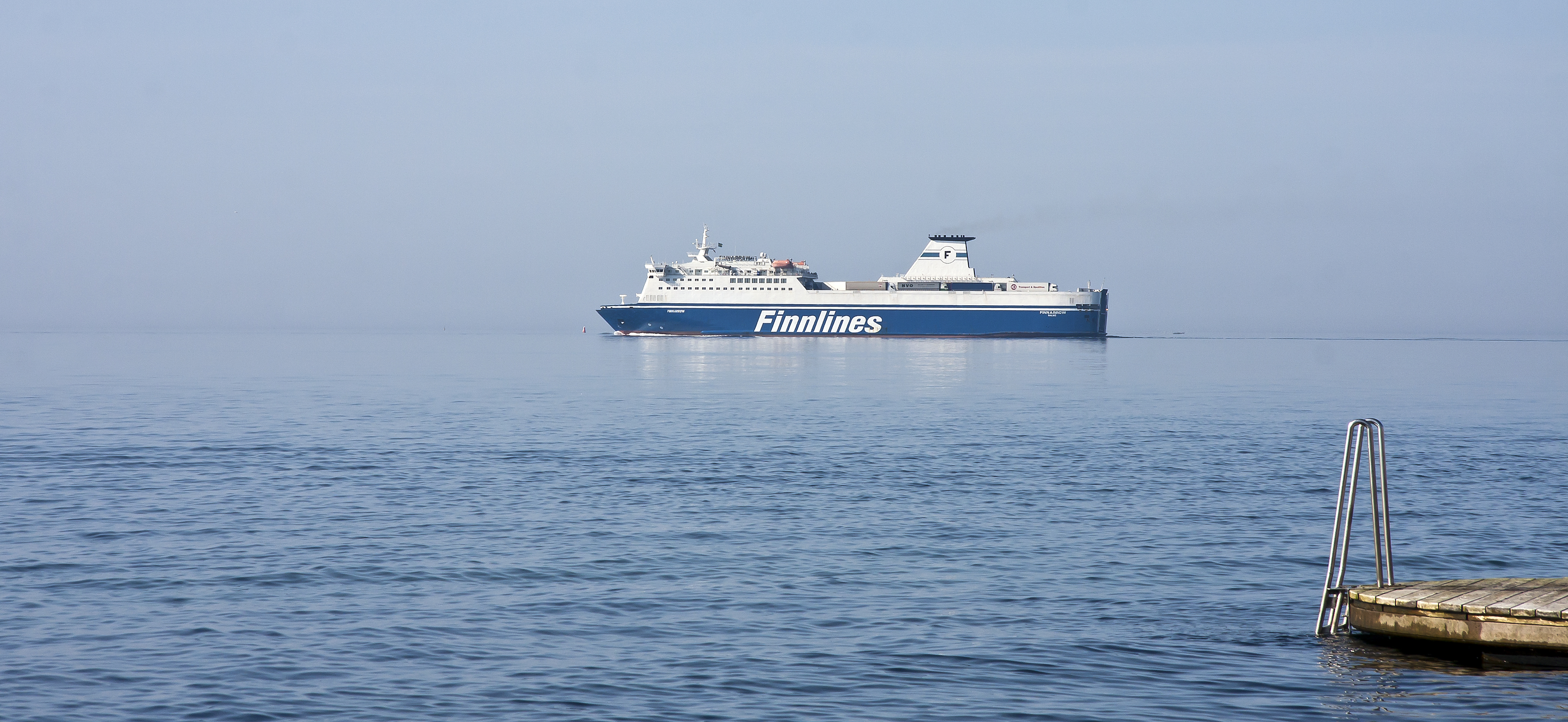
Il Finnarrow in navigazione.

Dal 31 dicembre 1997 al 26 maggio 1998 opera nei collegamenti tra Helsinki e Travemünde.
Nel 1998 viene sottoposto ad intensi lavori di ristrutturazione, durante i quali viene aggiunto un portellone prodiero. Terminati i lavori, il 2 luglio dello stesso anno prende servizio nei collegamenti tra Kappelskär e Naantali sotto le insegne della controllata FinnLink.
Il 24 dicembre 2002 termina il servizio per FinnLink ed il 2 gennaio 2003 viene registrato sotto le insegne della Nördo-Link, anch'essa parte del gruppo Finnlines. Lo stesso giorno prende servizio nei collegamenti tra Malmö e Travemünde.
Il 30 marzo 2003 termina il servizio per Nördo-Link e, noleggiato alla Scandilines, il giorno successivo salpa da Malmö per Rostock. Il giorno stesso prende servizio nei collegamenti tra Rostock e Ventspils, dove opera fino al 2 maggio dello stesso anno.
Il 27 aprile aprile 2007 viene noleggiato alla Stena Line e, terminato il precedente noleggio, il 7 maggio prende servizio nei collegamenti tra Gdynia e Karlskrona.

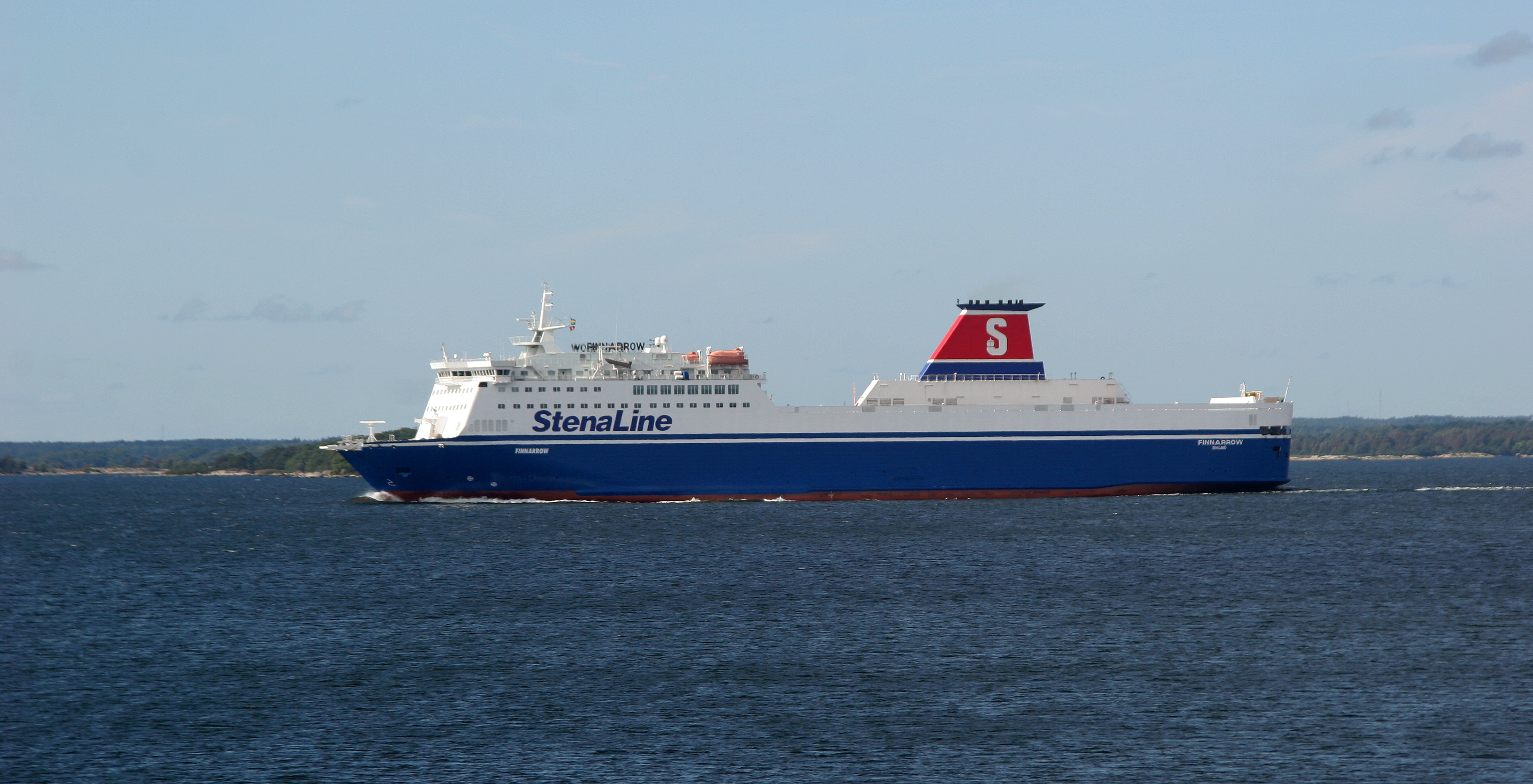
Il Finnarrow in navigazione verso Karlskrona.

Il 4 dicembre 2007 viene venduto alla RoPax IV Arrow AB, continuando tuttavia ad operare in noleggio per Stena Line.
Dal 9 dicembre 2010 al 28 febbraio 2011 opera nei collegamenti tra Hoek van Holland e Killingholme.
Il 2 marzo 2011 termina il servizio per Stena Line e tre giorni dopo viene disarmato a Malmö.
Dal 9 settembre al 13 ottobre 2011 opera nei collegamenti tra Lubecca, San Pietroburgo e Ventspils sotto le insegne della Transrussia.
Dal 15 al 17 ottobre 2011 esegue una traversata tra Travemünde e Turku, adibita esclusivamente al trasporto delle merci.
Il 17 ottobre 2011 prende servizio per FinnLink nei collegamenti tra Naantali e Kappelskär.
Il 28 gennaio 2012 viene trasferito nei collegamenti tra Helsinki, Kalundborg ed Aarhus. Il 17 febbraio torna in servizio nei collegamenti tra Naantali e Kappelskär.
Da gennaio ad aprile 2013 viene noleggiato alla Stena Line ed impiegato nei collegamenti tra Holyhead e Dublino.
Il 16 febbraio 2013, durante l'arrivo a Holyhead, a causa di una dimenticanza dell'equipaggio, sperona la banchina con le pinne stabilizzatrici, iniziando ad imbarcare acqua. Il traghetto, prontamente evacuato, è stato successivamente trasferito al traino a Greenock e riparato. Completati i lavori, il 31 marzo salpa per Helsinki.
Dal 3 al 13 aprile 2013 torna in noleggio alla Stena Line e viene impiegato nei collegamenti tra Ventspils e Travemünde. Il giorno stesso salpa dal porto tedesco per Yalova, dove viene sottoposto a lavori di ristrutturazione.
Il 10 luglio 2013 viene trasferito alla Grimaldi Lines e, ribattezzato Euroferry Brindisi, giunge il 18 luglio a Salerno. Il giorno successivo prende servizio nei collegamenti tra Salerno, Palermo, Tunisi e Civitavecchia.
Il 20 dicembre 2013 viene trasferito nei collegamenti tra Ravenna, Igoumenitsa e Patrasso.
Dal 25 febbraio 2014 lo scalo a Ravenna viene trasferito a Brindisi.

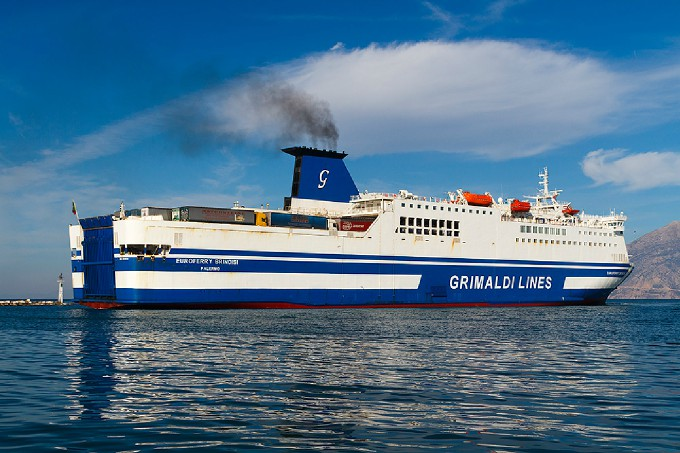
L'Euroferry Brindisi in evoluzione a Patrasso.

Nel dicembre del 2014, con l'entrata in flotta dell'Euroferry Egnazia, viene disarmato a Brindisi e messo in vendita.
Il 18 dicembre 2014 viene venduto alla Polferries e, ribattezzato Mazovia, giunge in Polonia nel gennaio del 2015. Sottoposto a lavori di ristrutturazione, il 15 giugno successivo prende servizio nei collegamenti tra Swinoujscie ed Ystad in sostituzione dello Scandinavia, dove opera tutt'oggi.
Il 14 ottobre 2016 scoppia un incendio nella sala macchine del traghetto durante la sosta ad Ystad, prontamente domato dall'equipaggio.